# Ломницкий, Марцел
Марцел Ломницкий (словац. Marcel Lomnický; род. 6 июля 1987, Нитра) — словацкий легкоатлет, специалист по метанию молота. Выступает за сборную Словакии по лёгкой атлетике с 2004 года, обладатель двух серебряных медалей Универсиад, победитель и призёр первенств национального значения, участник трёх летних Олимпийских игр.

## Биография
Марцел Ломницкий родился 6 июля 1987 года в городе Нитра, Чехословакия.
Занимался лёгкой атлетикой в США во время учёбы в Политехническом университете Виргинии, состоял в местной команде Virginia Tech Hokies.
Впервые заявил о себе в метании молота на международном уровне в сезоне 2004 года, когда вошёл в состав словацкой национальной сборной и выступил на юниорском мировом первенстве в Гроссето.
В 2005 году занял восьмое место на юниорском европейском первенстве в Каунасе.
В 2006 году с национальным юниорским рекордом 77,06	выиграл бронзовую медаль на юниорском мировом первенстве в Пекине.
В 2007 году с результатом 72,17 взял бронзу на молодёжном европейском первенстве в Дебрецене.
В 2009 году был шестым на молодёжном европейском первенстве в Каунасе (70,59) и восьмым на Универсиаде в Белграде (70,37).
На чемпионате Европы 2010 года в Барселоне метнул молот на 68,22 метра и в финал не вышел.
В 2011 году стал серебряным призёром на Универсиаде в Шэньчжэне (73,90), выступил на чемпионате мира в Тэгу (72,68).
На чемпионате Европы 2012 года в Хельсинки в финале метнул молот на 73,41 метра и занял итоговое 11-е место. Благодаря череде удачных выступлений удостоился права защищать честь страны на летних Олимпийских играх в Лондоне — в программе метания молота на предварительном квалификационном этапе показал результат в 74 метра ровно, чего оказалось недостаточно для выхода в финал.
В 2013 году получил серебро на Универсиаде в Казани (78,73), стал седьмым на чемпионате мира в Москве (77,57).
На чемпионате Европы в Цюрихе с результатом 76,89 занял в финале седьмое место.
В 2015 году на впервые проводившихся Европейских играх в Баку с результатом 75,41 выиграл личный зачёт метателей молота и тем самым помог своим соотечественникам стать вторыми в общем командном зачёте. На чемпионате мира в Пекине в финале показал восьмой результат — 75,79 метра.
В 2016 году занял пятое место на чемпионате Европы в Амстердаме (75,84). Выполнив олимпийский квалификационный норматив (77,00), благополучно прошёл отбор на Олимпийские игры в Рио-де-Жанейро — на сей раз в метании молота вышел в финал и с результатом 75,97 расположился в итоговом протоколе соревнований на пятой строке.
После Олимпиады в Рио Ломницкий остался действующим спортсменом на ещё один олимпийский цикл и продолжил принимать участие в крупнейших международных стартах. Так, в 2017 году он отметился выступлением на чемпионате мира в Лондоне, где показал результат 74,26.
В 2018 году выиграл серебряную медаль на Кубке Европы по метаниям в Лейрии (75,97), занял 11-е место на чемпионате Европы в Берлине (72,74).
В 2019 году метал молот на чемпионате мира в Дохе (73,51).
Преодолев олимпийский квалификационный норматив в 77,50 метра, отобрался на Олимпийские игры 2020 года в Токио — здесь метнул молот на 72,52 метра и в финал не вышел.